# Ricinocarpos speciosus
Ricinocarpos speciosus là một loài thực vật có hoa trong họ Đại kích. Loài này được Johannes Müller Argoviensis miêu tả khoa học đầu tiên năm 1864.